# Анаграм
Анаграм (или преметаљка) врста је загонетке у којој се преметањем слова неке речи или израза добија нова реч или израз.
Као ефектан пример може да нам послужи анаграм ЛАЖНИ СТИД КУПАЧА (решење: нудистичка плажа) аутора Златана Чопа. 

## Елементи анаграма
Главни елементи сваког анаграма су поставка и решење. У горњем примеру поставка је ЛАЖНИ СТИД КУПАЧА, а решење је НУДИСТИЧКА ПЛАЖА. У састављачким такмичењима иде се обрнутим путем: даје се решење на основу кога енигмате треба да саставе што ефектнији анаграм. Ако поставка и решење нису ни у каквој вези, у питању је само обично преметање слова (нпр. ОРТОПЕД – ТОРПЕДО). 

## Историјат
Као и за многе друге ствари у старом веку, за развој анаграма заслужни су Грци. Према неким историчарима, први анаграмиста био је математичар и филозоф Питагора (570-495. п. н. е.). Питагора је, наводно, кроз анаграме приказивао своја филозофска схватања. Ипак, пошто нема његових сачуваних анаграма, теоретичари енигматике су за првог анаграмисту прогласили Ликофрона, песника и филозофа из 3. века п. н. е. Ликофрон, који је радио у александријској библиотеци, своје прве анаграме је посветио краљу Птолемеју II и краљици Арсиноји.
Анаграмирање је постало нарочито популарно у средњем веку, када су многи владари и племићи тражили да се од слова нечијег имена преметањем сачини прихватљив и похвалан израз, тврдња или реченица (уколико су у питању они сами) или подругљив (ако су у питању били непријатељи). Анаграми су били и у службеној употреби као једна од криптографских метода и као подесно средство за шифровање, односно тајну преписку. Проналаском других, бољих метода шифровања престала је потреба за коришћењем анаграма у овој области. Анаграм је статус загонетке (енигматског састава) стекао на прелазу из 18. у 19. век, када је постао популарно средство разоноде.

## Квалитет анаграма
Постоји више критеријума за вредновање анаграма и они имају различиту тежину у процењивању. Анаграм је утолико квалитетнији што је више наведених критеријума испуњено.
- Логичка веза поставке и решења — ова два елемента морају бити у што тешњој вези и од те везе зависи и квалитет анаграма. Тако сачињен анаграм је разумљив и најчешће нису потребна никаква додатна објашњења за његово решавање. Пример: КРАСАН ЈЕ ОДМОР (Јадранско море) (аутор: Марко Крвавица).
- Избегавање понављања истих речи или речи са истим кореном у поставци и решењу – Иста реч не може да постоји и у поставци и у решењу, а такође ни речи са истим кореном. Понекад се може толерисати неко мање понављање уколико је ауторска идеја важнија од тог техничког недостатка.
- Граматичка исправност – и поставка и решење треба да буду граматички исправни, без мешања страних и домаћих речи и фраза, са што мање или сасвим без узвика типа „О“, „Е“, „АО“ и сл.
- Просечна дужина речи у поставци – овај критеријум нема већу тежину јер се и с мало слова може направити добар анаграм, али поједини састављачи му придају важност, сматрајући то показатељем вештине да се решење објасни с мало речи. Наравно, то није једноставно извести да не иде науштрб оних важнијих, претходно наведених критеријума.
- Структура слова – премда ни овај критеријум нема већи значај, треба напоменути да се више вреднују они анаграми који садрже већи број „нефреквентних слова“ српског језика као што су „ђ“, „ж“, „љ“, „њ“, „ћ“, „ф“, „х“, „џ“.
- Избор теме – пожељно је да анаграми буду тематски актуелни и да прате актуелна друштвена збивања. Пример за то су тзв. насловни анаграми, где се од неког наслова са прве странице дневних новина покушава направити што ефектнији анаграм. Рецимо, од наслова „Ратне стрепње“ направљен је анаграм СТРАНЕ ПРЕТЊЕ. У сваком случају, треба бирати теме које се односе на области значајне за општу културу најширег круга решавача, избегавати непознате личности, превише стручне термине познате само малом броју људи, стране речи итд.

## Логогрифни анаграми
Ако се у поставци и у решењу појављују иста слова, то је „чист анаграм“. Међутим, неки пут је то тешко извести, па се у часописима дозвољавају одступања од једног слова да би се добила занимљива загонетка. У том смислу постоје следеће врсте логогрифних анаграма:
- Крњи анаграм — број слова у поставци је за један мањи од броја слова решења (ПРОЗА ПУНА ДИВОТЕ — „Знакови поред пута“); у поставци нема слова „К“, које постоји у решењу па се у том случају поред поставке стави „+К“)
- Проширени анаграм – обрнут случај у односу на горњу врсту: број слова у поставци је за један већи од броја слова решења. Уобичајено је да се слово које је вишак стави у заграду. (НАВАЛ(И)ЋЕТЕ – ћетен алва)
- Анаграм с изменом – код овог случаја и поставка и решење имају исти број слова, али се једно слово у решењу мења. (ТУ ИМАШ РАТ С ЛАЛОМ – Салаш у Малом Риту, слово „Т“ у поставци мења слово „У“).

## Остале врсте анаграма
- Учаурени анаграм – код њега се од поставке одбијају прво и последње слово, а преостала унутрашња слова се премећу. (А(ргентин)а – тренинг),
- Слоговни анаграм – премећу се слогови из поставке, а не појединачна слова,
- Стиховни анаграм – када је поставка дата у стиховима,
- Анаграми повезани са мрежастим загонеткама – могуће је повезати анаграм и укрштене речи тако да се у укрштеницу нпр. уписују анаграми задатих речи.

## Анаграми у Србији
У енигматским, па и у неенигматским листовима у Србији, анаграм је веома заступљена и популарна загонетка. Бројна су такмичења у њиховом састављању при чему се за слање радова у великој мери користи интернет. Такмичења организују Енигматски савез Србије, Савез загонетача Србије, затим поједини клубови, поједини енигмати који имају своје сајтове, итд. На тим такмичењима учествују и енигмати из свих република бивше СФРЈ.
Најзначајније домаће такмичење је Међународно првенство Србије за анаграмисте, које се под покровитељством Савеза загонетача Србије одржава на интернет форуму „Енигма кафе“. На крају сваке године одржава се Гран При — избор анаграма године и најбољих радова по категоријама, а формира се и годишња листа од 20 најбољих анаграма. Шампионске титуле до сада су освајали Зоран Радисављевић (2002, 2003, 2004, 2008, 2009, 2014, 2015, 2016), Ненад Савић (2006, 2007, 2010, 2011, 2013), Веселин Патрногић (2005) и Иван Андонов (2012), док су аутори анаграма године били Милан Милин (2001), Динко Кнежевић (2002), Јан Бажик (2003), Зоран Радисављевић (2004, 2007, 2010, 2012, 2013, 2015), Мирољуб Арсић (2005), Славко Бован (2006), Иван Андонов (2008), Стојимир Талијан (2009, 2011) и Кристијан Кнежевић (2014, 2016). 
У оквиру Међународног првенства Србије за анаграмисте почетком 2011. одржан је и избор најбољег анаграма у првој деценији 21. века. У конкуренцији 4407 радова од 108 аутора, за три најуспешнија анаграма проглашена су: 
1. Јан Бажик: ВРАШКИ РУС ЈЕ ПЕСНИЧКА ЛЕГЕНДА! (Александар Сергејевич Пушкин)
2. Зоран Радисављевић: ОБЛАСТ С ПУНО КРВОЛОКА! (Балканско полуострво)
3. Мирољуб Арсић: ОНИ МИ СКРШИЛИ ВАГУ (сувишни килограми)